# Chiesa cattolica in Burundi

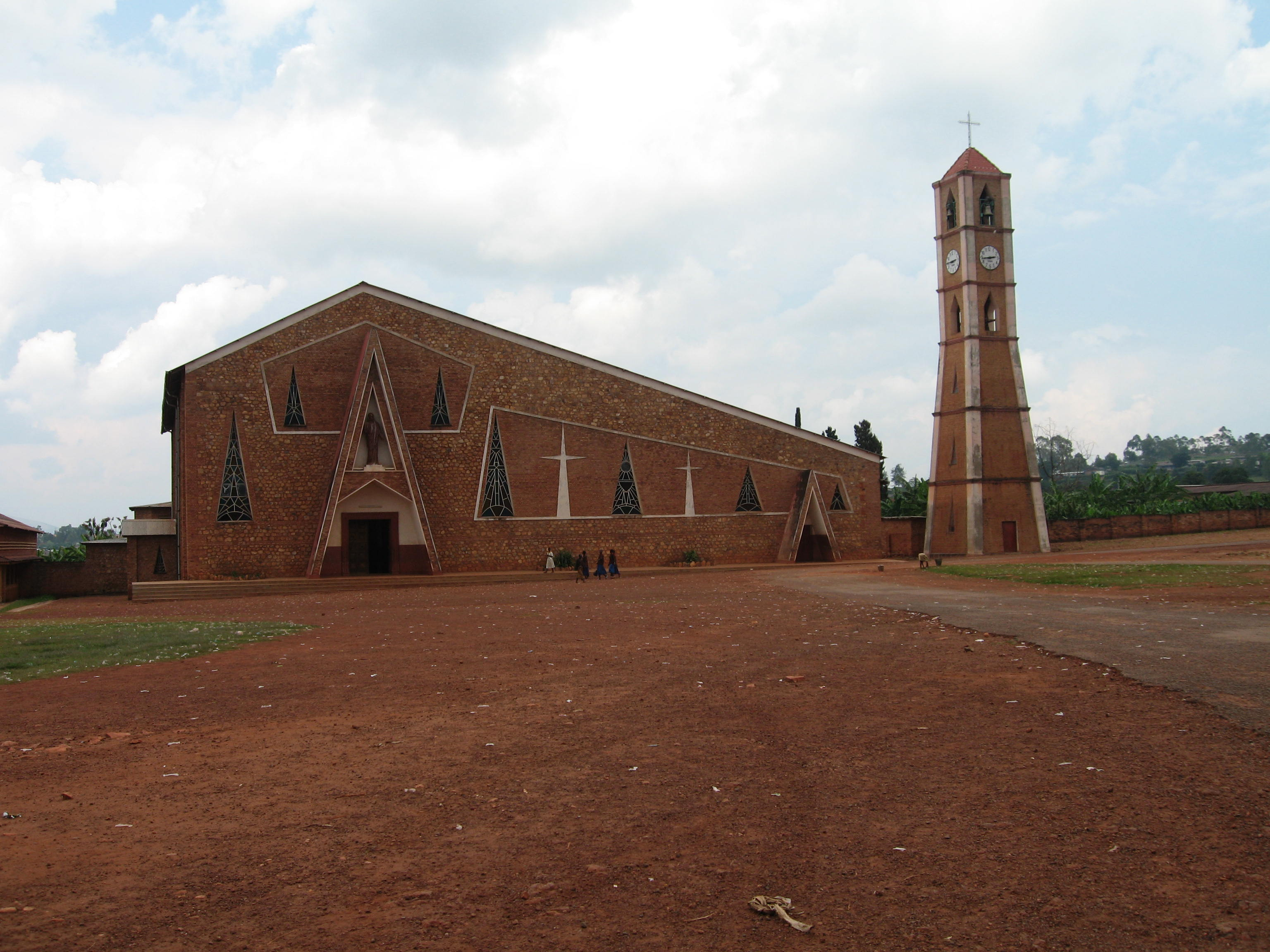
La cattedrale di Gitega.

La chiesa cattolica in Burundi è parte dell'universale Chiesa cattolica, in comunione con il vescovo di Roma, il papa.

## Storia
La Chiesa cattolica in Burundi vede l'arrivo dei primi missionari cattolici dei padri Bianchi nel 1879. Nel 1895 l'Urundi è unito al vicariato apostolico di Unyanyembe (in Tanzania); nel 1912 è unito al Ruanda per formare il vicariato di Kivu; nel 1922 nasce il vicariato apostolico indipendente dell'Urundi, che ha una vita molto prospera: sono del 1925 le prime ordinazioni di sacerdoti autoctoni. Nel 1959 nasce la gerarchia episcopale con l'organizzazione del territorio in diocesi e l'anno seguente il Burundi diventa provincia ecclesiastica autonoma con l'erezione dell'arcidiocesi di Gitega.
I numerosi conflitti che si sono succeduti hanno provocato numerose vittime tra i sacerdoti, i religiosi e i catechisti.
Degni di nota si ricorda l'assassinio di monsignor Gabriel Gahimbare, vescovo ausiliare dell'arcidiocesi di Gitega e cappellano generale dell'esercito burundese il 21 dicembre 1964, durante gli avvenimenti dell'ikiza nel 1972 l'uccisione del sacerdote, poeta e filosofo Michel Kayoya. Recentemente l'arcivescovo di Gitega, monsignor Joachim Ruhuna, ed il nunzio apostolico in Burundi, Michael Aidan Courtney.
Nel 1990 la Chiesa cattolica burundese ha ricevuto la visita di papa Giovanni Paolo II.

## Organizzazione ecclesiastica
Nel 2008 la chiesa cattolica è presente sul territorio con 2 sede metropolitane e 6 diocesi suffraganee:
1. Arcidiocesi di Gitega, da cui dipendono le diocesi di: Muyinga, Ngozi, Rutana, Ruyigi;
2. Arcidiocesi di Bujumbura, da cui dipendono le diocesi di: Bubanza, Bururi.

## Statistiche
Alla fine del 2004 la chiesa cattolica del Burundi contava:
- 131 parrocchie;
- 400 preti;
- 1125 suore religiose;
- 452 istituti scolastici;
- 152 istituti di beneficenza.

La popolazione cattolica ammontava a 4.434.588 cristiani, il 65,90% della popolazione.

## Nunziatura apostolica
La nunziatura apostolica del Burundi è stata istituita l'11 febbraio 1963 con il breve Christianae veritatis di papa Giovanni XXIII. La sede è a Bujumbura.
L'attuale nunzio apostolico è Dieudonné Datonou, nominato da papa Francesco il 7 ottobre 2021.

### Nunzi apostolici
- Vito Roberti †, arcivescovo titolare di Tomi (11 febbraio 1963 - 15 agosto 1965 nominato vescovo di Caserta)
- Émile André Jean-Marie Maury †, arcivescovo titolare di Laodicea di Frigia (11 giugno 1965 - 1967 dimesso)
- William Aquin Carew †, arcivescovo titolare di Telde (27 novembre 1969 - 10 maggio 1974 nominato pro-nunzio apostolico a Cipro, delegato apostolico a Gerusalemme e in Palestina e visitatore apostolico in Grecia)
- Nicola Rotunno †, arcivescovo titolare di Minori (29 giugno 1974 - 13 aprile 1978 nominato pro-nunzio apostolico in Sri Lanka)
- Donato Squicciarini †, arcivescovo titolare di Tiburnia (31 agosto 1978 - 16 settembre 1981 nominato pro-nunzio apostolico in Gabon)
- Bernard Henri René Jacqueline †, arcivescovo titolare di Abbir Maggiore (24 aprile 1982 - ottobre 1985 dimesso)
- Pietro Sambi †, arcivescovo titolare di Belcastro (10 ottobre 1985 - 28 novembre 1991 nominato pro-nunzio apostolico in Indonesia)
- Rino Passigato, arcivescovo titolare di Nova di Cesare (16 dicembre 1991 - 18 marzo 1996 nominato nunzio apostolico in Bolivia)
- Emil Paul Tscherrig, arcivescovo titolare di Voli (4 maggio 1996 - 8 luglio 2000 nominato nunzio apostolico a Trinidad e Tobago, in Dominica, in Giamaica, a Grenada, in Guyana, a Saint Lucia, a Saint Vincent e Grenadine e nelle Bahamas e delegato apostolico nelle Antille)
- Michael Aidan Courtney †, arcivescovo titolare di Eanach Dúin (18 agosto 2000 - 29 dicembre 2003 deceduto)
- Paul Richard Gallagher, arcivescovo titolare di Hoddam (22 gennaio 2004 - 19 febbraio 2009 nominato nunzio apostolico in Guatemala)
- Franco Coppola, arcivescovo titolare di Vinda (16 luglio 2009 - 31 gennaio 2014 nominato nunzio apostolico nella Repubblica Centrafricana)
- Wojciech Załuski, arcivescovo titolare di Diocleziana (15 luglio 2014 - 29 settembre 2020 nominato nunzio apostolico in Malaysia e Timor Est e delegato apostolico in Brunei)
- Dieudonné Datonou, arcivescovo titolare di Vico Equense, dal 7 ottobre 2021

## Conferenza episcopale
L'episcopato del Burundi costituisce la Conferenza dei Vescovi Cattolici del Burundi (Conférence des Evêques catholiques du Burundi, CECAB).
La CECAB è membro della Association des Conférences Episcopales de l'Afrique Centrale (ACEAC) e del Symposium of Episcopal Conferences of Africa and Madagascar (SECAM).
Elenco dei presidenti della Conferenza episcopale:
- Joachim Ruhuna, arcivescovo di Gitega (1980 - 1986)
- Evariste Ngoyagoye, vescovo di Bubanza (1986 - 1989)
- Bernard Bududira, vescovo di Bururi (1989 - 1997)
- Simon Ntamwana, arcivescovo di Gitega (1997 - 2004)
- Jean Ntagwarara, vescovo di Bubanza (aprile 2004 - luglio 2007)
- Evariste Ngoyagoye, arcivescovo di Bujumbura (luglio 2007 - 2011)
- Gervais Banshimiyubusa, arcivescovo di Bujumbura (2011 - 10 marzo 2017)
- Joachim Ntahondereye, vescovo di Muyinga (10 marzo 2017 - 15 dicembre 2022)
- Bonaventure Nahimana, arcivescovo di Gitega, dal 15 dicembre 2022

Elenco dei vicepresidenti della Conferenza episcopale:
- Joachim Ruhuna, arcivescovo di Gitega (1980 - 1986)

...
- Evariste Ngoyagoye, arcivescovo di Bujumbura (2011 - 6 dicembre 2019)
- Bonaventure Nahimana, arcivescovo di Gitega (10 marzo 2017 - 15 dicembre 2022)
- Salvator Niciteretse, vescovo di Bururi, dal 15 dicembre 2022